# 대한민국 헌법 제9조
대한민국 헌법 제9조는 문화국가의 원리를 담은 대한민국 헌법의 조항이다.

## 본문
국가는 전통문화의 계승·발전과 민족문화의 창달에 노력하여야 한다.

## 내용
- 이른바 문화국가의 원리를 담고 있다.

## 주요 판례
- 대한민국의 헌법재판소는 민법 제781조 제1항 본문 후단부분 위헌제청 등 심판에서 다음과 같이 판시하였다.[1]

한편, 헌법 전문과 헌법 제9조에서 말하는 ‘전통’, ‘전통문화’란 역사성과 시대성을 띤 개념으로 이해하여야 한다. 과거의 어느 일정 시점에서 역사적으로 존재하였다는 사실만으로 모두 헌법의 보호를 받는 전통이 되는 것은 아니다. 전통이란 과거와 현재를 다 포함하고 있는 문화적 개념이다. 만약 전통의 근거를 과거에만 두는 복고주의적 전통개념을 취한다면 시대적으로 특수한 정치적ㆍ사회적 이해관계를 전통이라는 이름 하에 보편적인 문화양식으로 은폐ㆍ강요하는 부작용을 낳기 쉬우며, 현재의 사회구조에 걸맞은 규범 정립이나 미래지향적 사회발전을 가로막는 장애요소로 기능하기 쉽다. 헌법재판소는 이미 “헌법 제9조의 정신에 따라 우리가 진정으로 계승ㆍ발전시켜야 할 전통문화는 이 시대의 제반 사회ㆍ경제적 환경에 맞고 또 오늘날에 있어서도 보편타당한 전통윤리 내지 도덕관념이라 할 것이다.”(헌재 1997. 7. 16. 95헌가6등, 판례집 9-2, 1, 19)고 하여 전통의 이러한 역사성과 시대성을 확인한바 있다.

따라서 우리 헌법에서 말하는 ‘전통’ ‘전통문화’란 오늘날의 의미로 재해석된 것이 되지 않으면 안 된다. 그리고 오늘날의 의미를 포착함에 있어서는 헌법이념과 헌법의 가치질서가 가장 중요한 척도의 하나가 되어야 할 것임은 두 말할 나위가 없고 여기에 인류의 보편가치, 정의와 인도의 정신 같은 것이 아울러 고려되어야 할 것이다. 따라서 가족제도에 관한 전통ㆍ전통문화란 적어도 그것이 가족제도에 관한 헌법이념인 개인의 존엄과 양성의 평등에 반하는 것이어서는 안 된다는 자명한 한계가 도출된다. 역사적 전승으로서 오늘의 헌법이념에 반하는 것은 헌법 전문에서 타파의 대상으로 선언한 ‘사회적 폐습’이 될 수 있을지언정 헌법 제9조가 ‘계승ㆍ발전’시키라고 한 전통문화에는 해당하지 않는다고 보는 것이 우리 헌법의 자유민주주의원리, 전문, 제9조, 제36조 제1항을 아우르는 조화적 헌법해석이라 할 것이다.

결론적으로 전래의 어떤 가족제도가 헌법 제36조 제1항이 요구하는 개인의 존엄과 양성평등에 반한다면 헌법 제9조를 근거로 그 헌법적 정당성을 주장할 수는 없다.

- 헌법재판소는 구 전통사찰보존법 제6조 제1항 제2호 등 위헌소원 심판에서 “민족문화유산을 보존하는 것이 국가의 은혜적 시혜가 아니라 헌법상 의무이므로, 일단 관할 국가기관에 의하여 민족문화유산으로 지정된 전통사찰의 경우, 사정이 허락하는 한 이를 최대한 지속적으로 보존하는 것이 헌법 제9조 등의 규정취지에 부합한다”고 판시한 바 있다.[2]

- 오늘날의 문화정책 초점은 문화가 생겨날 수 있는 문화 풍토를 조성하는데 두어야 한다.[3]
- 전통문화는 이 시대의 제반 사회, 경제적 환경에 맞고 또 오늘란에 있어서도 보편타당한 전통윤리 내지 도덕관념이라 할 것이다.[4]
- '민족문화유산의 존속' 그 자체를 보장하는 것이지, 민족문화유산의 훼손 등에 관한 가치보상이 있는지 여부는 직접적인 관련이 없다.[5]

## 연혁
- 제5공화국 헌법에서 처음으로 규정되었다.

## 판례
- 전통사찰의 경내지 공용수용 사건
- 학교정화구역 내에서의 극장시설 금지 사건

## 같이 보기
- 대한민국 헌법 제1장
- 문화재보호법
- 박물관및미술관진흥법
- 전통사찰의보존및지원에관한법률

## 참고문헌
- 차동욱. (2017). 헌법 제9조와 다문화 시대. 다문화사회연구, 10(1), 35-63.